# Кумхаузен
Кумхаузен (њем. Kumhausen) општина је у њемачкој савезној држави Баварска. Једно је од 35 општинских средишта округа Ландсхут. Према процјени из 2010. у општини је живјело 4.952 становника. Посједује регионалну шифру (AGS) 9274146.

## Географски и демографски подаци
Кумхаузен се налази у савезној држави Баварска у округу Ландсхут. Општина се налази на надморској висини од 437–510 метара. Површина општине износи 37,1 km². У самом мјесту је, према процјени из 2010. године, живјело 4.952 становника. Просјечна густина становништва износи 134 становника/km².

## Међународна сарадња
| Мјесто      | Држава  | Врста сарадње | Од    |
| ----------- | ------- | ------------- | ----- |
| Азијаго     | Италија | партнерство   | 1976. |
| Новосибирск | Русија  | партнерство   | 1991. |
| Виченца     | Италија | партнерство   | 1979. |
| Извор       |         |               |       |